# Anderson Herzer
Anderson Herzer (Rolândia, 10 de junho de 1962 — São Paulo, 10 de agosto de 1982) foi um escritor e poeta transexual brasileiro. Ex-interno da FEBEM, teve a vida e versos publicados no livro "A Queda para o Alto" (Editora Vozes, com a aprovação explícita de Leonardo Boff, et al.). O conteúdo serviu de inspiração para o filme Vera.

## Biografia
Herzer tinha ainda quatro anos quando seu pai foi assassinado. Sua mãe, prostituída, não lhe serviu de referência positiva, deixando-o também órfão ainda na primeira infância. Em conflito com sua identidade de gênero, primeiramente se revelaria homossexual, mas depois se afirmaria como transexual. Logo cedo, segundo indicações de registros escolares, envolveu-se em brigas na escola e também passou a consumir álcool. Subsequentemente, viciou-se em drogas recreativas, o que o fez entrar para a antiga Fundação Estadual do Bem-Estar do Menor (FEBEM) – onde adotou o nome "Anderson Bigode Herzer", aos 14 anos. Lá ficou como interno até os 17, quando o deputado estadual Eduardo Suplicy, sensibilizado com seus poemas e sua história, atuando como seu protégé, lhe deu uma oportunidade de trabalho em seu gabinete e uma vida livre, fora dos muros da instituição.
Entretanto, ainda sofrendo profundos traumas, apesar do auxílio recebido, Herzer se suicidaria, atirando-se do Viaduto 23 de Maio, localizado no centro da cidade de São Paulo, vindo a óbito em consequência de ferimentos graves, mesmo após ter recebido os primeiros socorros ainda em vida.